# Beetlejuice Beetlejuice
Beetlejuice Beetlejuice ist eine US-amerikanische Fantasy-Horrorkomödie von Regisseur Tim Burton. Es handelt sich dabei um eine Fortsetzung zum Film Beetlejuice aus dem Jahr 1988, in welcher Michael Keaton erneut den titelgebenden Poltergeist spielt. Ebenso sind wieder Winona Ryder und Catherine O’Hara neben Jenna Ortega in einer neuen Rolle zu sehen. Die Premiere des Films fand Ende August 2024 bei den Internationalen Filmfestspielen von Venedig statt. Der Kinostart erfolgte am 6. September 2024 in den US-amerikanischen Kinos, in Deutschland startete er am 12. September 2024.

## Handlung
36 Jahre nach der verhinderten Hochzeit mit dem Bio-Exorzisten Beetlejuice wird die inzwischen erwachsene Lydia Deetz noch immer von Visionen geplagt und sieht ihn unter anderem im Publikum, als sie eine neue Episode ihrer Fernsehsendung Ghost House aufzeichnet.
Kurz darauf wird sie von ihrer Stiefmutter Delia Deetz, die mittlerweile eine Kunstausstellung in Soho hat, kontaktiert und erfährt vom Tod ihres Vaters Charles, der nach einem Flugzeugabsturz von einem Hai getötet wurde. Beide organisieren die Beerdigung von Charles in Winter River, wobei auch Lydias Manager Rory und ihre rebellische Tochter Astrid anwesend sind. Letztere hat ein schwieriges Verhältnis zu ihrer Mutter, da ihr Vater Richard vor zwei Jahren im Amazonas verschwand und sie ihr vorwirft, ihn nicht geliebt zu haben. Während der Beerdigung macht Rory Lydia einen Heiratsantrag, den diese widerwillig annimmt. Astrid ergreift daraufhin auf einem Fahrrad die Flucht und fährt durch Winter River, durchbricht jedoch infolge einer Unaufmerksamkeit im Straßenverkehr den Zaun eines fremden Grundstücks, wo sie bei einem Baumhaus den etwa gleichaltrigen Teenager Jeremy Frazier kennenlernt.
Derweil hat Beetlejuice im Jenseits mit eigenen Problemen zu kämpfen: Seine Exfrau Delores, die er zu Lebzeiten heiratete und dann mit einer Axt zerstückelte, nachdem sie ihn vergiftet hatte, setzt sich wieder zusammen und sinnt auf Rache. Ihrer Suche fallen ein Hausmeister, ein Wäschereibesitzer und Bob, ein Mitarbeiter Beetlejuices zum Opfer. Diese Morde rufen den Polizisten Wolf Jackson auf den Plan, der sich bei Beetlejuice nach ihr erkundigt, jener behauptet sie jedoch nicht zu kennen. Als Beetlejuice durch einen Zeitungsbericht von Lydias Anwesenheit in Winter River erfährt, sieht er seine Chance gekommen.
Über Halloween verbringt Astrid Zeit mit Jeremy, der sich als Geist herausstellt und ihr anbietet ihren Vater im Jenseits wiederzusehen. Unter Gebrauch einer Beschwörung aus dem Handbuch für kürzlich Verstorbene betreten die beiden das Reich der Toten. Lydia erfährt zeitgleich durch die Maklerin Jane Butterfield Jr., dass Jeremy vor 23 Jahren seine Eltern brutal ermordete und beim Versuch der Polizei ihn festzunehmen vom Baumhaus stürzte und sich das Genick brach. Da Lydia zu spät erscheint, ruft sie widerwillig Beetlejuice zur Hilfe und akzeptiert im Gegenzug ihn zu heiraten. Die Hochzeit würde ihm die Flucht aus dem Jenseits und somit vor Delores ermöglichen sowie ihn wieder zum Menschen machen.
Delia hält zeitgleich beim Grab ihres Ehemannes eine Zeremonie mit nicht mehr giftigen Schlangen ab, wird wider Erwarten doch von ihnen gebissen, dadurch getötet und kommt ebenfalls ins Jenseits. Astrid soll wiederum den Soul Train nehmen, der sie ins Wahre Paradies bringt. Dadurch würde Jeremy wieder zum Menschen werden und sein Leben zurückbekommen, denn durch die Beschwörung haben sie die Plätze getauscht. Am Zugschalter erkennt Astrid ihren Vater wieder, der sie und Lydia, die sie zwischenzeitlich gefunden hat, vor einem Sandwurm rettet. Bevor Jeremy wieder zum Menschen werden kann, interveniert Beetlejuice und befördert ihn durch eine Falltür in die Hölle. Da nun auch Beetlejuice von Wolf gesucht wird, weil er Lydia illegal ins Jenseits brachte, geht er auf Delias Forderung ein, ihr zu helfen Charles zu finden, wenn sie ihm hilft Lydia zu finden.
Durch Richard erreichen Lydia und Astrid wieder das Diesseits und begeben sich in die Kirche, wo sie Rory heiraten soll. Beetlejuice und Delia kommen letztlich ebenfalls in die Kirche. Dort verabreicht er Rory ein Wahrheitsserum, wodurch dieser gesteht, Lydia nur wegen des Geldes heiraten zu wollen. Daraufhin beginnt die Hochzeitszeremonie von Beetlejuice und Lydia, allerdings wird diese sowohl von Delores als auch von Wolf und dessen Helfern unterbrochen.
Astrid gelingt es parallel mithilfe des Handbuchs einen Sandwurm zu entfesseln, der Delores und Rory verschlingt, während Beetlejuice Wolf samt Helfern einfriert. Dadurch, dass Beetlejuice Lydia illegal ins Jenseits schleuste und somit eine Regel verletzte, wird die Hochzeit jedoch nichtig und Lydia schließt mit dem Bio-Exorzisten ab, indem sie ihn wieder ins Jenseits schickt. Lydia und Astrid verabschieden sich auch von Delia, die von Wolf zurück ins Jenseits geleitet wird und beim Soul Train mit Charles wiedervereint wird.
Später verkündet Lydia das Ende ihrer Fernsehsendung, um so mehr Zeit mit Astrid und somit den Lebenden zu verbringen. Dennoch erlebt Lydia einen weiteren Albtraum, in welchem Astrid ein Baby Beetlejuice zur Welt bringt. Nachdem sie aus diesem Traum erwacht, sieht sie in einem weiteren Albtraum Beetlejuice neben sich liegen. Als sie auch daraus erwacht, muss sie feststellen, dass er noch immer nicht aufgegeben hat, sie heimzusuchen.

## Produktion

### Vorgeschichte

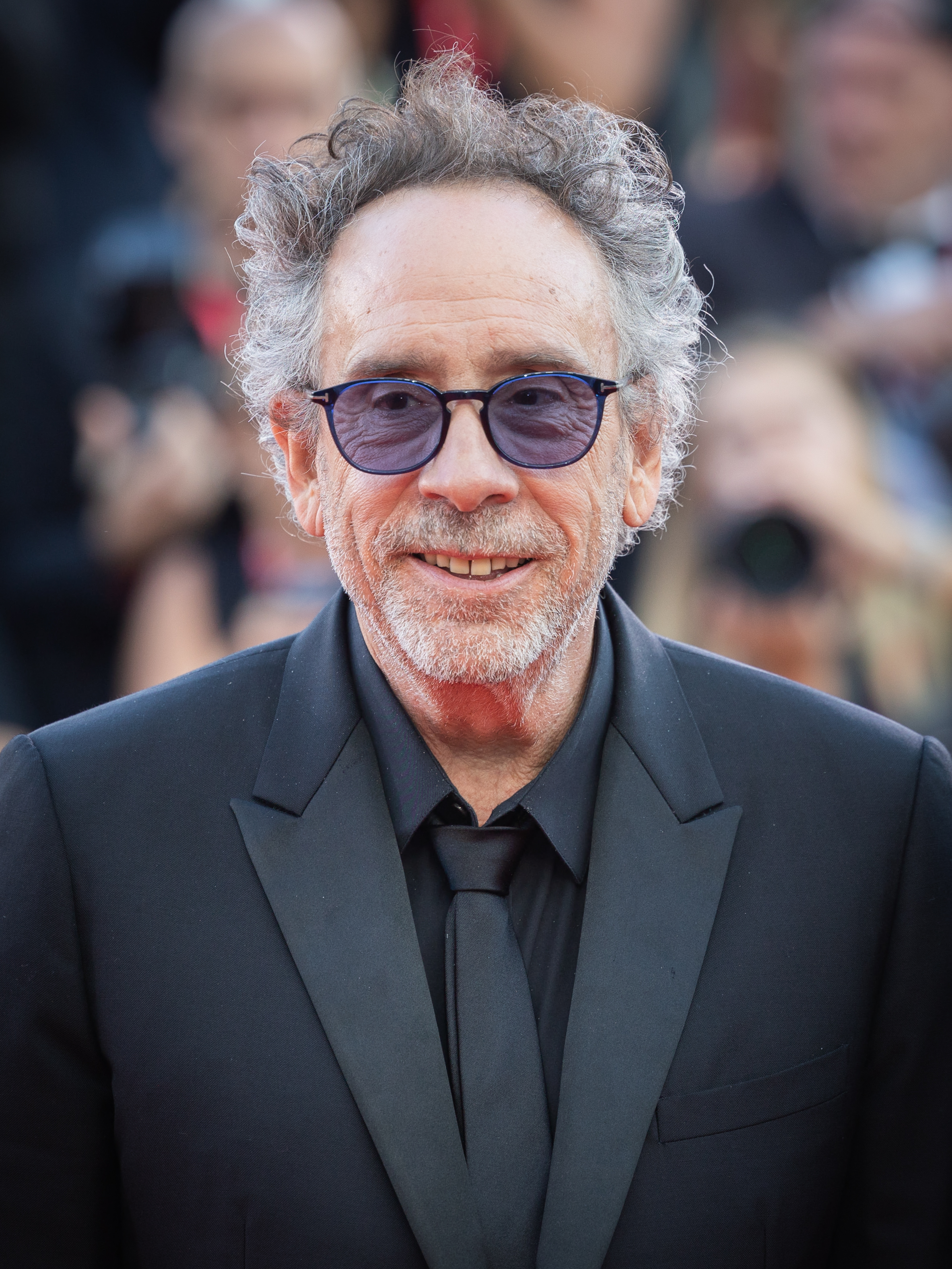
Regisseur und Produzent Tim Burton (2024)

Nach mehreren frühen Anläufen beauftragte Warner Bros. im September 2011 den Drehbuchautoren Seth Grahame-Smith eine Fortsetzung zu schreiben und zu produzieren.
Erneut mehrere erfolglose Versuche später im Jahr 2019 verlautete Warner Bros. die Einstellung des Projekts. Im Februar 2022 wurde jedoch die Wiederaufnahme des Projekts bekannt, nun produziert von Brad Pitts Produktionsfirma Plan B Entertainment sowie Warner Bros. Tim Burton und Michael Keaton kehrten schließlich jeweils als Regisseur und Hauptdarsteller zurück und versuchten den Film möglichst handgemacht und ohne exzessiven Gebrauch von technischen Hilfsmitteln anzugehen. Laut Burton bleibt sich Beetlejuice in seiner Art treu und man hatte nie geplant, daran etwas zu ändern; zudem erachtete Keaton es als wichtig, dass Beetlejuice wie im Vorgänger nur begrenzt im Film zu sehen ist.
Als Drehbuchautoren kamen schließlich Alfred Gough und Miles Millar an Bord, welche mit Burton bereits die Fernsehserie Wednesday (seit 2022) verantwortet hatten; für die Musik ist erneut Danny Elfman verantwortlich. Für die Kostüme zeichnet die mehrfach ausgezeichnete Colleen Atwood verantwortlich.

### Besetzung

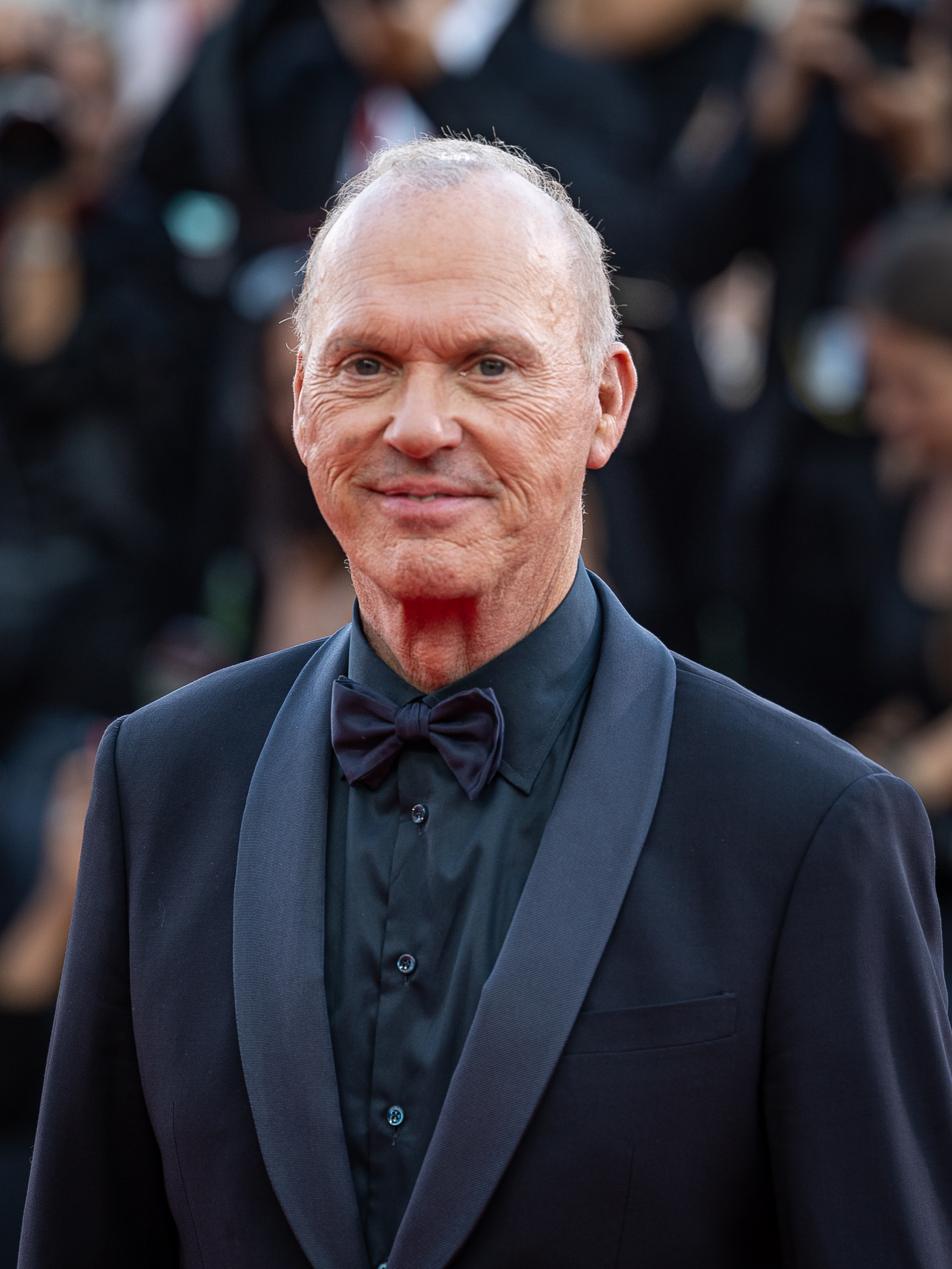
Michael Keaton (2024)
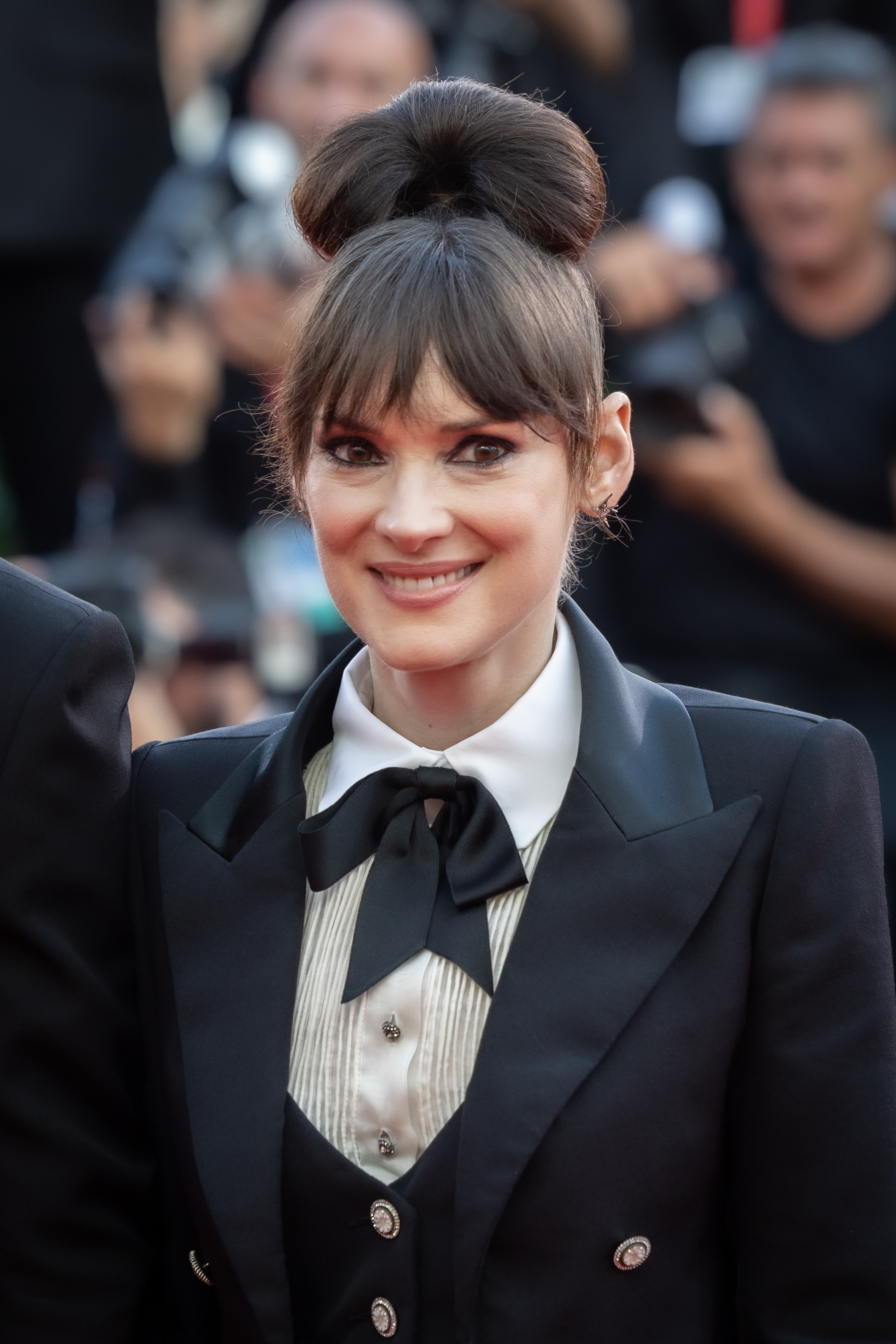
Winona Ryder (2024)
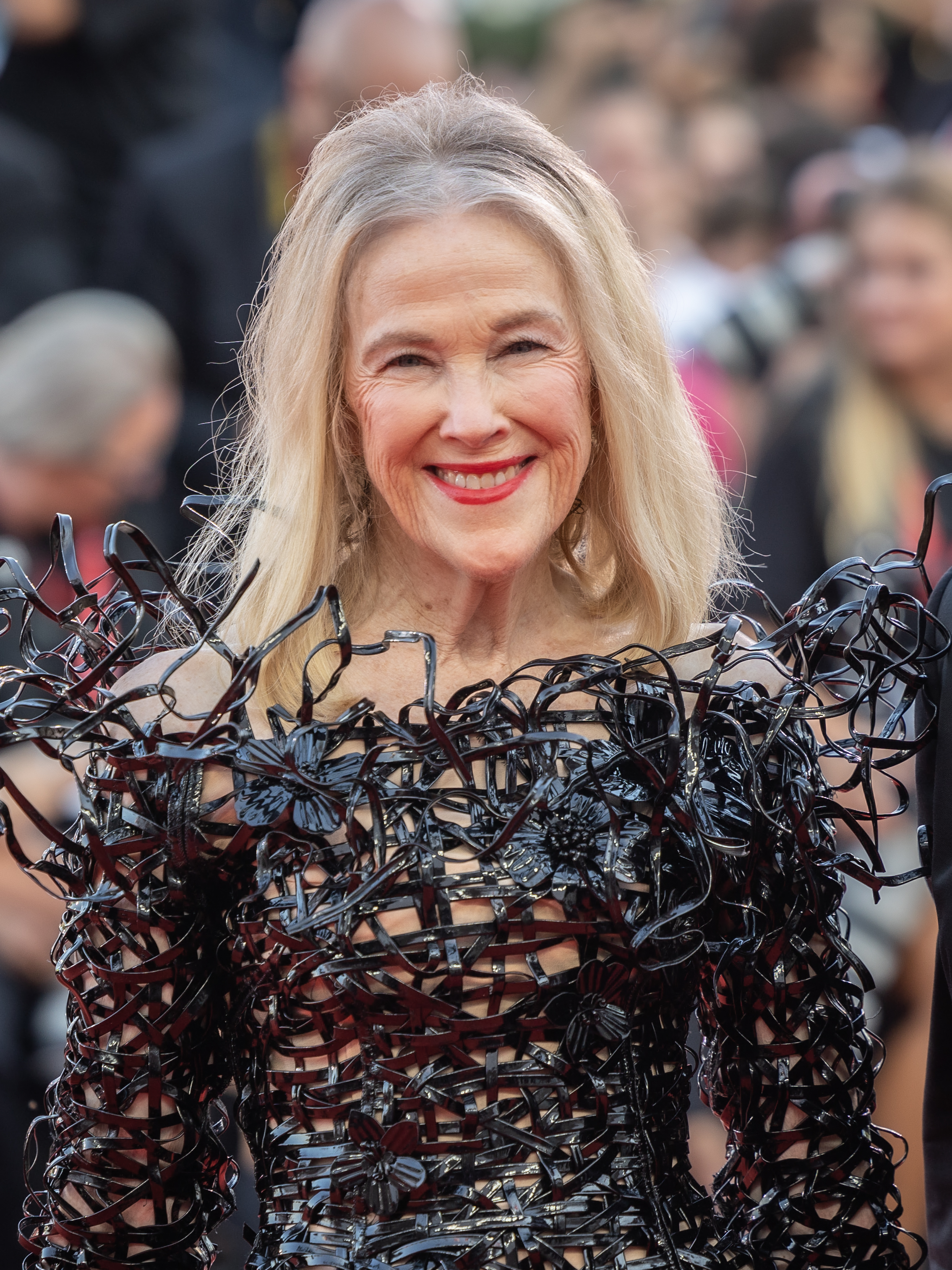
Catherine O’Hara (2024)
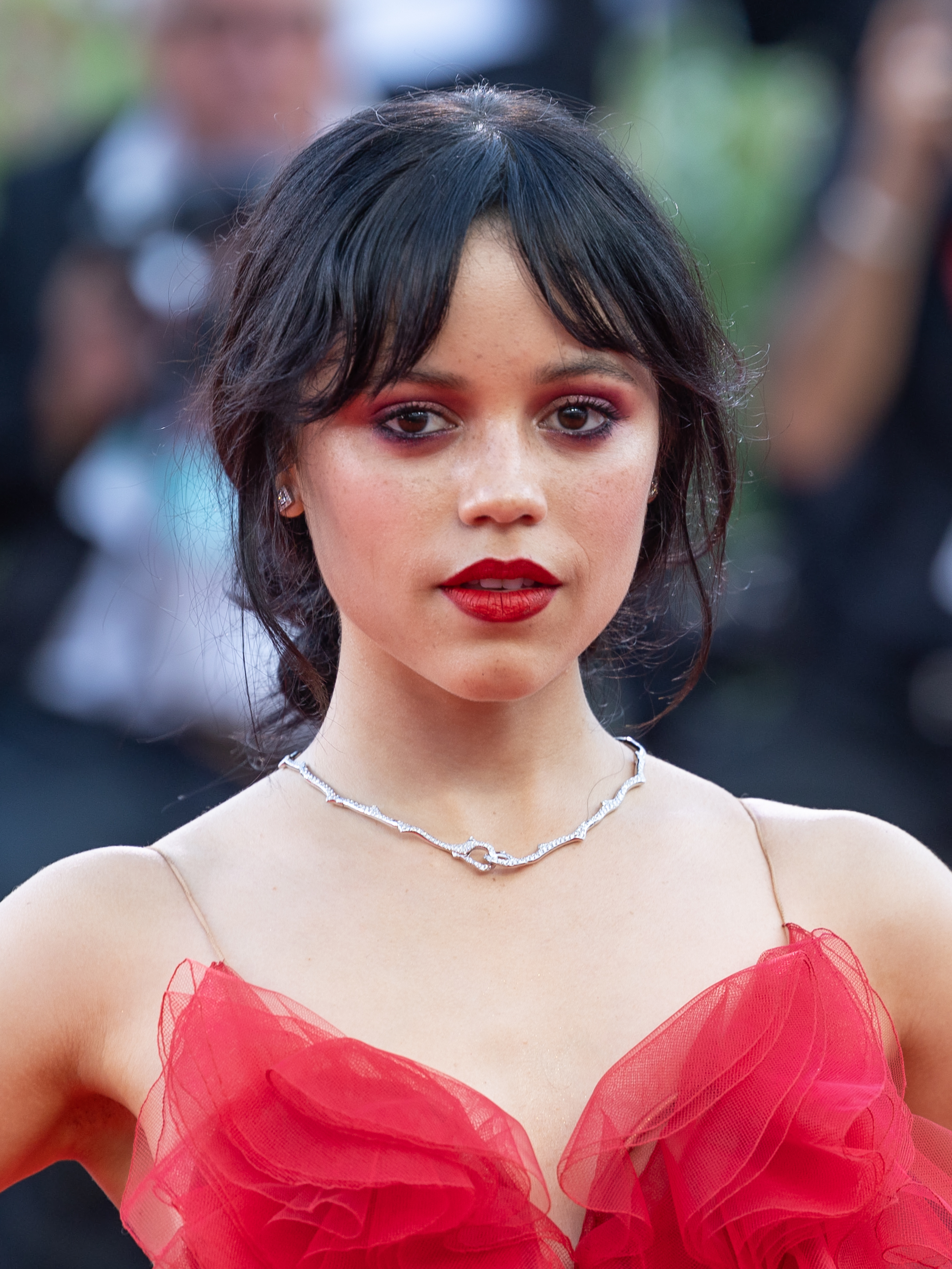
Jenna Ortega (2024)
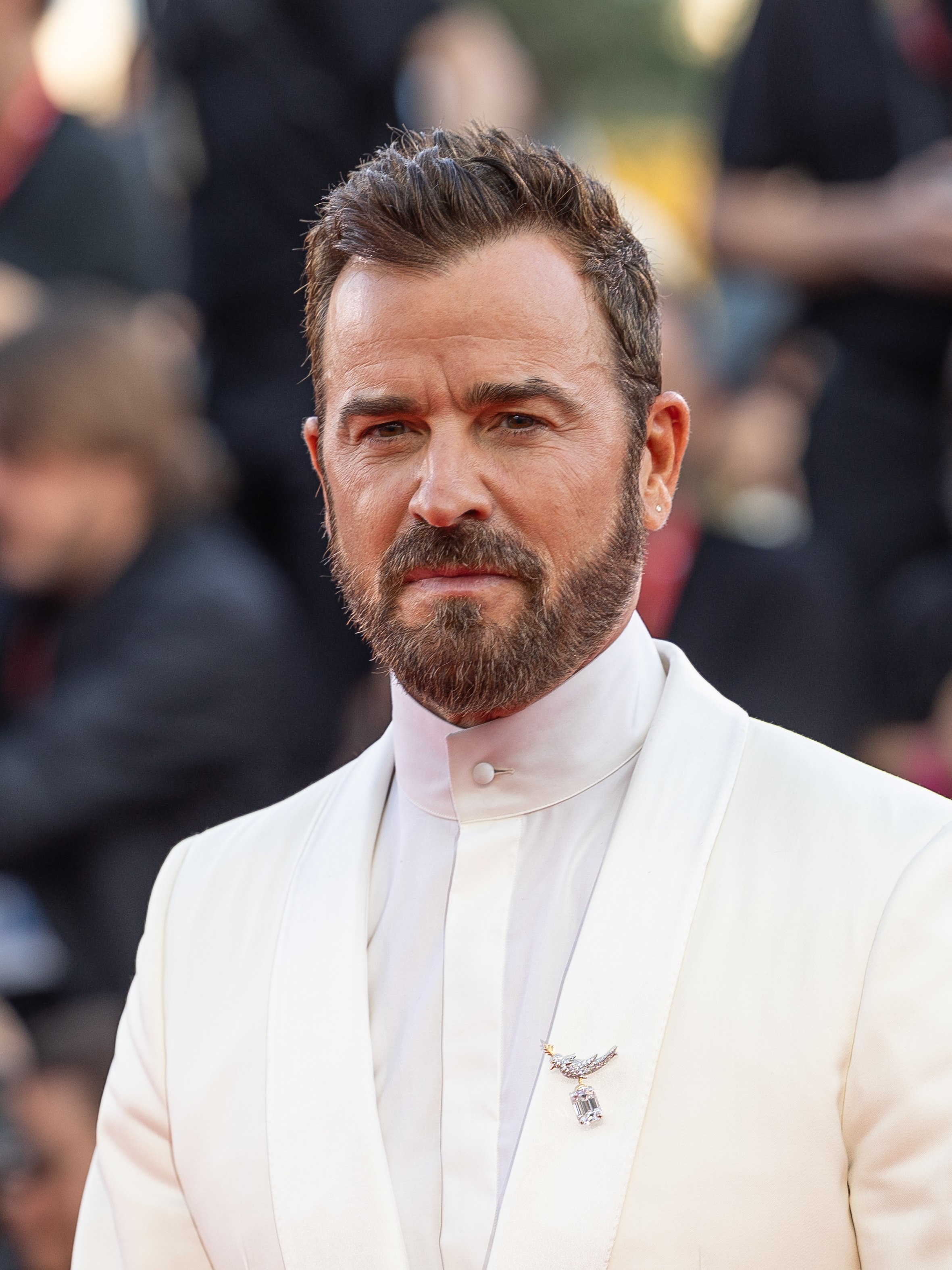
Justin Theroux (2024)
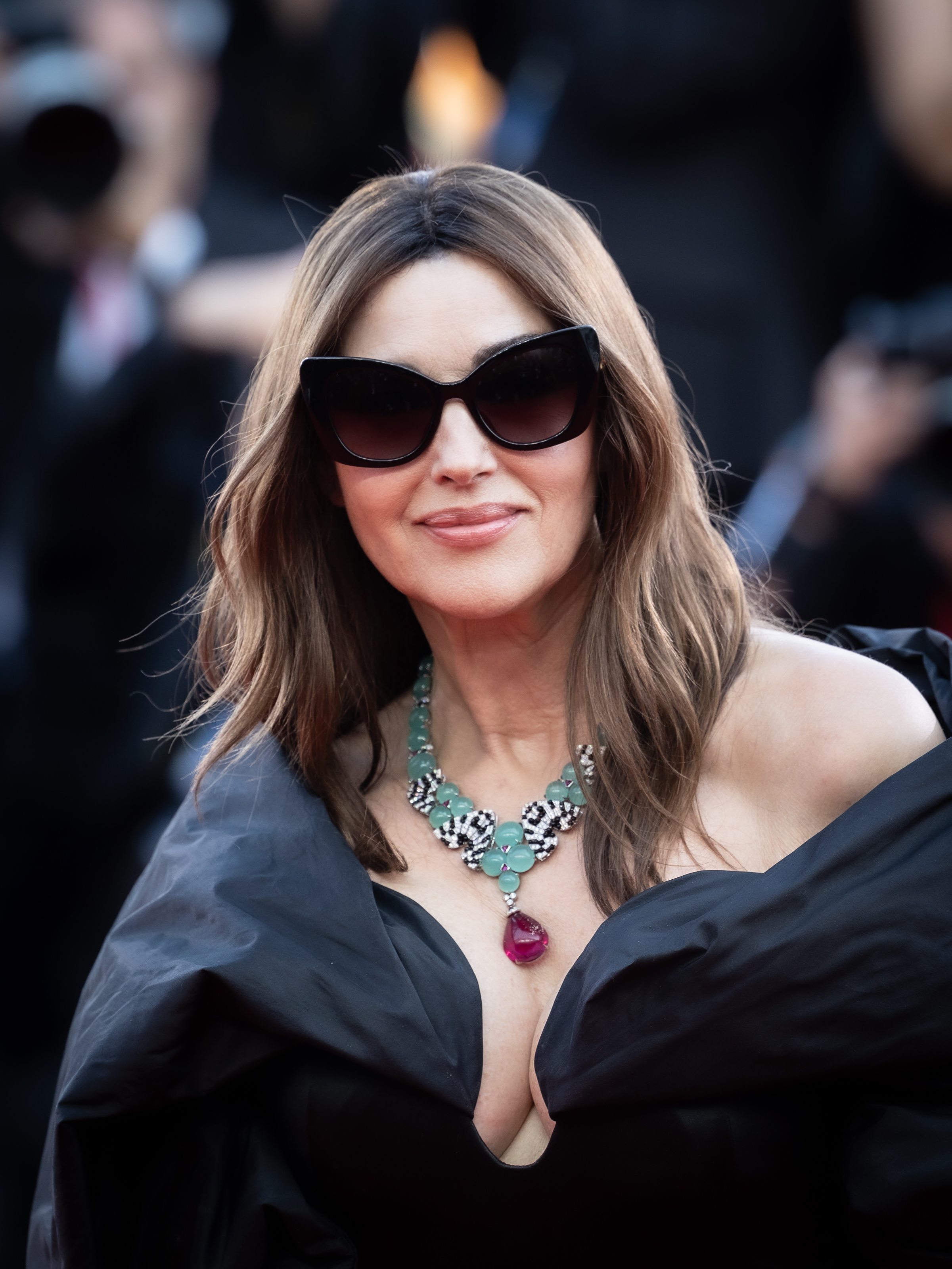
Monica Bellucci (2024)
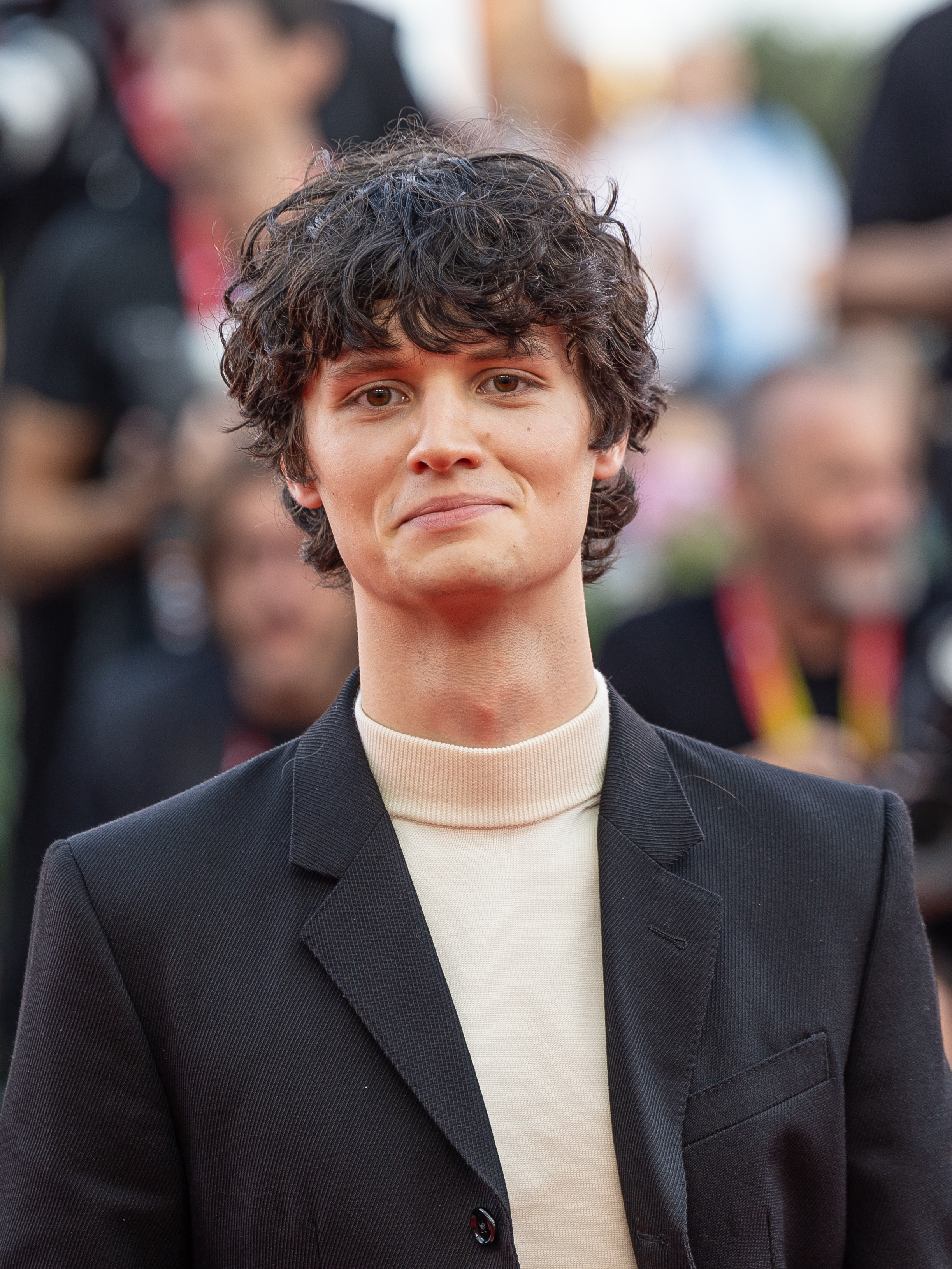
Arthur Conti (2024)
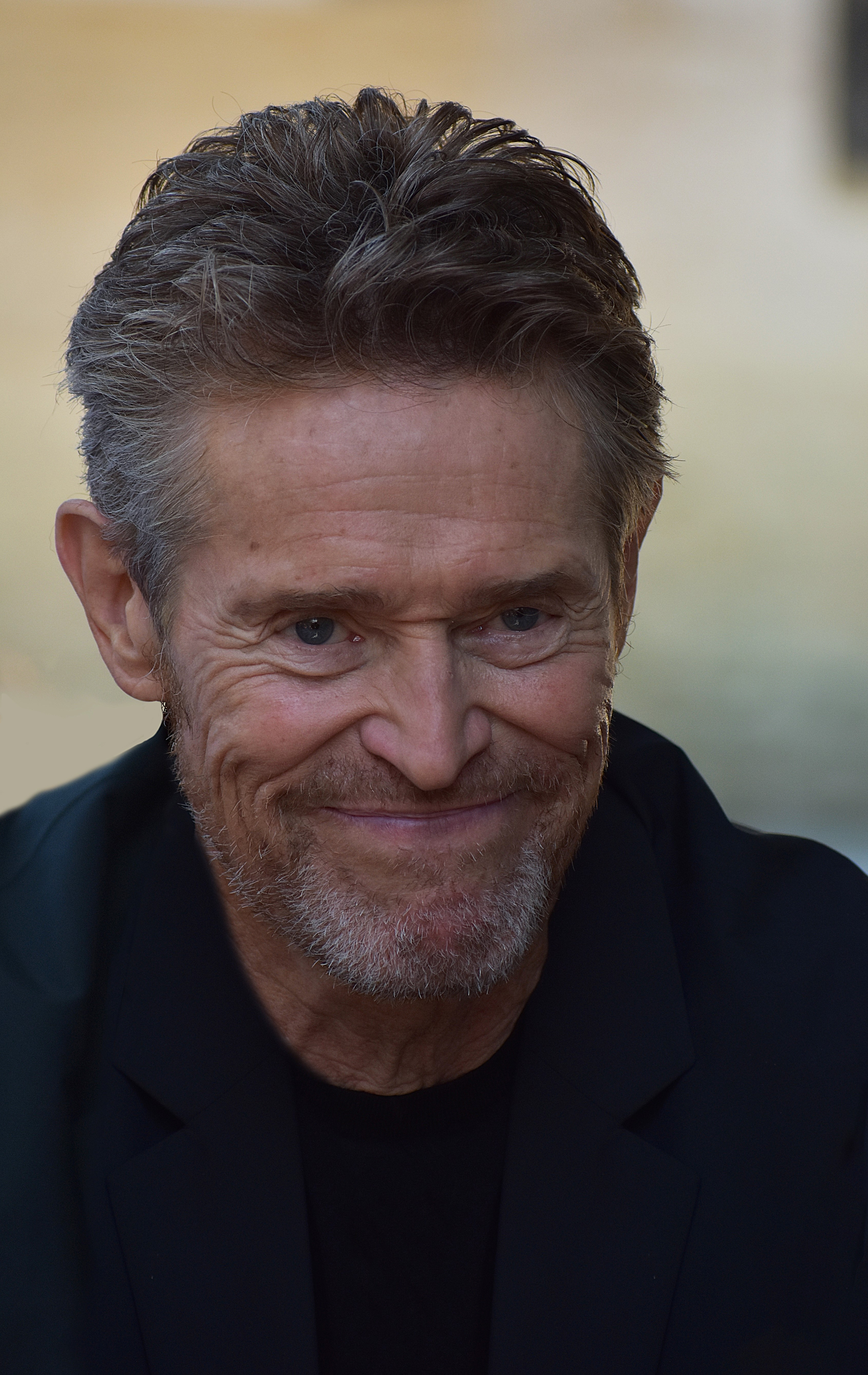
Willem Dafoe (2024)

Neben Keaton kehrten auch Winona Ryder und Catherine O’Hara in ihren Rollen als Lydia Deetz und Delia Deetz zurück. Jeffrey Jones als Charles Deetz, Alec Baldwin als Adam Maitland und Geena Davis als Barbara Maitland wurden indes nicht für die Fortsetzung verpflichtet, wenngleich die Autoren mit dem Gedanken gespielt hatten, die Maitlands in den Film einzubauen. Das Fehlen von Jeffrey Jones wurde nicht offiziell kommentiert, ein Zusammenhang mit seiner zwischenzeitlichen Verurteilung als Sexualstraftäter gilt aber als wahrscheinlich. Trotzdem ist die Figur des Charles Deetz im Verlauf des Films durch verschiedene Formen zu sehen, so als kopfloser Geist, wobei dessen Schauspieler und Sprecher ungenannt bleiben, in Archivbildern und Gemälden sowie in einer animierten Sequenz, die den Tod der Figur zeigt; die Inspiration für den Tod der Figur war Burton selbst, der in einem Albtraum seinen Tod in dieser Art und Weise erlebte.
Neuzugänge umfassen Jenna Ortega als Astrid Deetz, Justin Theroux als Rory, Monica Bellucci als Delores und Willem Dafoe als Wolf Jackson.
In weiteren Rollen sind Burn Gorman als Pater Damien, Arthur Conti als Jeremy Frazier, Amy Nuttall als Jane Butterfield Jr., Filipe Cates als Vlad und Santiago Cabrera als Richard zu sehen, zudem spielt Danny DeVito einen namenlosen Hausmeister.

### Dreharbeiten und Postproduktion
Die Dreharbeiten mit Kameramann Haris Zambarloukos begannen im Mai 2023 und wurden durch Verzögerungen des SAG-AFTRA-Streiks erst im November 2023 abgeschlossen. Als Filmeditor fungiert Jay Prychidny.
Gedreht wurde unter anderem in England im Dorf Preston in Hertfordshire, in den USA in Corinth und Melrose.
Im März 2024 erklärte Keaton, eine komplette Rohfassung des Filmes gesehen zu haben.

### Filmmusik und Soundtrack-Album
Wie schon im ersten Teil steuerte Elfman die Filmmusik bei, wobei der Soundtrack zudem lizenzierte Songs aus dem Film enthielt. Auch wurde der Banana Boat Song verwendet, hier gecovert vom Alfie Davis and the Sylvia Young Theatre School Choir; die Veröffentlichung erfolgte am 23. Mai 2024. Das aus 11 Musikstücken bestehende Soundtrack-Album wurde am 30. August durch WaterTower Music veröffentlicht, eine Vinyl Edition soll durch Waxwork Records erscheinen.
| Nr.          | Titel                           | Interpret                                             | Länge |
| ------------ | ------------------------------- | ----------------------------------------------------- | ----- |
| 1.           | MacArthur Park                  | Donna Summer                                          | 3:55  |
| 2.           | Tragedy                         | Bee Gees                                              | 5:01  |
| 3.           | Day-O                           | Alfie Davis and the Sylvia Young Theatre School Choir | 2:52  |
| 4.           | Somedays                        | Tess Parks                                            | 2:40  |
| 5.           | Where’s the Man (2023 Remaster) | Scott Weiland                                         | 5:12  |
| 6.           | Right Here Waiting              | Richard Marx                                          | 4:28  |
| 7.           | Svefn-g-englar                  | Sigur Rós                                             | 10:06 |
| 8.           | MacArthur Park                  | Richard Harris                                        | 7:24  |
| 9.           | Main Title from Carrie          | Pino Donaggio                                         | 2:51  |
| 10.          | Main Title Theme                | Danny Elfman                                          | 3:20  |
| 11.          | End Titles                      | Danny Elfman                                          | 4:35  |
| Gesamtlänge: | Gesamtlänge:                    | Gesamtlänge:                                          | 52:24 |

### Marketing und Veröffentlichung
Die Premiere des Films fand am 28. August 2024 bei den Internationalen Filmfestspielen von Venedig statt, wo Beetlejuice Beetlejuice als Eröffnungsfilm gezeigt wurde. Die Veröffentlichung des Films erfolgt am 6. September 2024 in den USA, in Deutschland erst am 12. September. Im Februar 2024 wurde mit Beetlejuice Beetlejuice der Titel des Films bekannt, am 23. Mai 2024 erschien zudem ein längerer Trailer.
Wie Warner Bros. später auf ihrer CineEurope Präsentation 2024 bekannt gab, soll die weltweite Veröffentlichung nun zwei Tage früher am 4. September 2024 erfolgen.
Die digitale Veröffentlichung erfolgte mit dem 8. Oktober 2024, die Veröffentlichung auf DVD, Ultra HF Blu-ray Disc und Blu-ray Disc mit dem 19. November 2024. Ab dem 6. Dezember wird der Film ins Programm des Streaminganbieters Max aufgenommen, einen Tag später erfolgt die lineare Premiere durch HBO.
Eine weitere potentielle Fortsetzung schloss Burton vorerst aus.

## Synchronisation
Die deutschsprachige Synchronisation entstand nach einem Dialogbuch und unter der Dialogregie von Björn Schalla bei FFS Film- & Fernseh-Synchron in Berlin.
| Rolle                | Schauspieler               | Synchronsprecher    |
| -------------------- | -------------------------- | ------------------- |
| Betelgeuse           | Michael Keaton             | Joachim Tennstedt   |
| Lydia Deetz          | Winona Ryder               | Katrin Decker       |
| Delia Deetz          | Catherine O’Hara           | Sabine Jaeger       |
| Astrid Deetz         | Jenna Ortega               | Magdalena Montasser |
| Rory                 | Justin Theroux             | Marcus Off          |
| Delores              | Monica Bellucci            | Christin Marquitan  |
| Jeremy Frazier       | Arthur Conti               | Julian Tennstedt    |
| Wolf Jackson         | Willem Dafoe               | Reiner Schöne       |
| Pater Damien         | Burn Gorman                | Björn Schalla       |
| Jane Butterfield Jr. | Amy Nuttall                | Dorette Hugo        |
| Richard              | Santiago Cabrera           | Frank Schaff        |
| Hausmeister          | Danny DeVito               | Axel Lutter         |
| Charles Deetz        | Charlie Hopkinson (Stimme) | Tobias Meister      |

## Rezeption

### Einspielergebnis
Ersten Prognosen zufolge wurde am ersten Wochenende ein Einspielergebnis zwischen 60 und 80 Millionen US-Dollar erwartet, weitere gingen von einem Ergebnis zwischen 100 und 110 Millionen US-Dollar aus. Durch erste Previews konnte der Film vor dem regulären Start bereits 13 Millionen US-Dollar einspielen, am ersten Tag erreichte er 42 Millionen US-Dollar.
Am ersten Wochenende konnte Beetlejuice Beetlejuice 111 Millionen US-Dollar einspielen, womit er das zweithöchste Eröffnungswochenende im September nach Es, das zweithöchste Eröffnungswochenende eines Films von Burton nach Alice im Wunderland (beide 2017) und das dritthöchste Eröffnungswochenende des Jahres 2024 nach Deadpool & Wolverine und Alles steht Kopf 2 erzielte. Auch in den Folgewochen hielt sich der Film weiterhin an der Spitze und setzte sich gegen die Konkurrenten Speak No Evil und Transformers One durch, wurde in seiner vierten Woche letztlich von Der wilde Roboter abgelöst.
Ende September erreichte Beetlejuice Beetlejuice das zweithöchste Einspielergebnis eines Films von Burton in den USA und landete nur hinter Alice im Wunderland (2010), weltweit erzielte die Fortsetzung das vierthöchste Ergebnis und reihte sich hinter Charlie und die Schokoladenfabrik (2005), Batman (1989) sowie Alice im Wunderland ein. In der sechsten Woche setzte sich die Fortsetzung, trotz bereits erfolgter digitaler Veröffentlichung, mit 7,3 Millionen US-Dollar gegen die Comicverfilmung Joker: Folie à Deux durch, welche 7 Millionen US-Dollar einnahm. Ebenso überholte er mit 283 Millionen US-Dollar in den USA den Blockbuster Dune: Part Two, wodurch er zum finanziell erfolgreichsten Film des Jahres von Warner Bros. sowie zum vierterfolgreichsten Film des Jahres in den USA insgesamt wurde.
Die weltweiten Einnahmen aus Kinovorführungen belaufen sich insgesamt auf 451,1 Millionen US-Dollar, wovon der Film 294,1 Millionen US-Dollar im nordamerikanischen Raum erwirtschaften konnte. Damit übertraf er die Einnahmen seines Vorgängers, welcher insgesamt 74 Millionen US-Dollar einspielte. In Deutschland verzeichnete der Film ca. 709.000 Besucher und spielte dadurch 7,2 Millionen Euro ein.

### Kritiken
Erste Stimmen nach der Premiere fielen mehrheitlich positiv aus.
Auf Rotten Tomatoes überzeugte der Film 75 % der 374 gelisteten Kritiker, mit einer durchschnittlichen Bewertung von 6,6 von 10 möglichen Punkten. Bei Metacritic erhielt die späte Fortsetzung basierend auf 61 Kritiken einen Metascore von 62 von 100 möglichen Punkten. Durch die Bewertung auf Rotten Tomatoes ging der Film als Erstplatzierter unter den Fantasyfilmen des Jahres 2024 hervor.
Rezensenten zeigten sich meistens positiv, andere wiederum bemerkten aber auch, dem Film fehle es an Ergänzungen zum Original.

### Kontroverse
In Polen sorgte eine Szene für Aufregung, in welcher die Figur Astrid Deetz die Physikerin polnischer Herkunft Marie Curie als „französische Wissenschaftlerin“ bezeichnete; nach Kritik in den Sozialen Medien wurde in der polnischen Synchronfassung die Aussage zu „polnische Wissenschaftlerin“ abgeändert.

### Auszeichnungen
Im Rahmen der Oscarverleihung 2025 wurde Beetlejuice Beetlejuice in die Shortlists der Kategorien Bestes Make-up und beste Frisuren und Beste Filmmusik aufgenommen. Im Folgenden eine Auswahl von Auszeichnungen und Nominierungen.
Die Jury der Deutschen Film- und Medienbewertung (FBW) hat dem Film das höchstmögliche Prädikat „besonders wertvoll“ verliehen. „Tim Burton hat seine Horrorkomödie Beetlejuice Beetlejuice vollgestopft mit verrückten Ideen und das funktioniert prächtig. Der Look ist gleichgeblieben, die Erzählstruktur auch. Und obwohl Beetlejuice Beetlejuice dort anschließt, wo der erste Beetlejuice aufgehört hat, lässt sich Teil 2 auch ganz ohne Kenntnis des ersten Teils bestens genießen“, so das Urteil der Jury.
AARP Movies for Grownups Awards 2024
- Nominierung für das Beste Ensemble[89]

Art Directors Guild Awards 2025
- Nominierung für das Beste Szenenbild in einem Fantasyfilm (Mark Scruton)[90]

Astra Film Awards 2024
- Nominierung für das Beste Kostümdesign (Colleen Atwood)
- Nominierung für das Beste Makeup und Hairstyling
- Nominierung für die Beste Marketing-Kampagne
- Nominierung für die Besten visuellen Effekte[91]

Artios Awards 2025
- Nominierung für das Beste Casting in einem Comedy-Film (Sophie Holland)[92]

Critics’ Choice Movie Awards 2025
- Nominierung für das Beste Make-up und die besten Frisuren (Christine Blundell, Lesa Warrener & Neal Scanlan)

Golden Globe Awards 2025
- Nominierung für den Cinematic and Box Office Achievement Award

Film Festival von Venedig (2024)
- Auszeichnung für den Fanheart3-Award mit dem Graffetta d'Oro für den besten Film[94]

Make-Up Artists and Hair Stylists Guild Awards 2025
- Nominierung in der Kategorie Best Period and/or Character Make-Up (Christine Blundell, Lesa Warrener, Charmaine Fuller, Mona Turnbull, Chloe Meddings)
- Nominierung in der Kategorie Best Special Make-Up Effects (Jennifer Kewley, Megan Thomas, Martin Rezard)
- Nominierung in der Kategorie Best Period and/or Character Hair Styling (Christine Blundell, Lesa Warrener, Susan Cole, Charmaine Fuller, Chloe Meddings)

Nickelodeon Kids’ Choice Awards 2025
- Nominierung als Lieblings-Film
- Nominierung für die Lieblings-Film-Schauspielerin (Jenna Ortega)
- Nominierung für die Lieblings-Film-Schauspielerin (Winona Ryder)
- Nominierung für den Lieblings-Schurken (Michael Keaton)

Satellite Awards 2025
- Nominierung für den Besten Hauptdarsteller – Komödie (Michael Keaton)
- Nominierung für die Beste Hauptdarstellerin – Komödie (Winona Ryder)

Saturn-Award-Verleihung 2025
- Auszeichnung als Bester Fantasyfilm
- Nominierung für die Beste Regie (Tim Burton)
- Nominierung für das Beste Drehbuch (Alfred Gough & Miles Millar)
- Nominierung für den Besten Schnitt (Jay Prychidny)
- Nominierung für die Besten Spezialeffekte (Angus Bickerton, James Brennan-Craddock, Neal Scanlan & Stefano Pepin)
- Auszeichnung für die Beste Musik (Danny Elfman)
- Nominierung für die Beste Ausstattung (Matt Scruton)
- Auszeichnung für das Beste Kostüm (Colleen Atwood)
- Nominierung für das Beste Make-up (Neal Scanlan, Christine Blundell & Lesa Warrener)
- Nominierung für den Besten Hauptdarsteller (Michael Keaton)
- Nominierung für die Beste Hauptdarstellerin (Winona Ryder)
- Nominierung für den Besten Nebendarsteller (Willem Dafoe)
- Auszeichnung für die Beste Nachwuchsschauspielerin (Jenna Ortega)

Set Decorators Society of America Awards 2025
- Nominierung in der Kategorie Décor/Design of a Fantasy or Science Fiction Film (David Morison, Lori Mazuer und Mark Scruton)[100]

## Zukunft
Trotz vorheriger Aussagen Burtons hinsichtlich einer Fortsetzung wurde im April 2025 bekannt, dass sich seitens Warner Bros. ein dritter Teil in Entwicklung befindet.